# Hans G. Hachmann
Hans G. Hachmann (* 29. Mai 1923 in Berlin; † 22. Oktober 2007 in Forest Hills, New York City) war ein aus Deutschland stammender US-amerikanischer Rechtsanwalt. Er war von 1999 bis 2003 Präsident der Max Kade Foundation in New York.

## Leben
Hachmann emigrierte mit seinen Eltern im Jahre 1928 in die USA. Nach seinem Studium der Rechtswissenschaften und Promotion am Harvard College und der Harvard Law School war er Berater eines großen internationalen Ölkonzerns sowie als Anwalt mit Büro in der New Yorker Park Avenue tätig. Er war Eigentümer des „Liederkranz Building“ in der 6 East 87th Street in New York, der unter anderem Sitz des „Liederkranz Club of New York“ ist.
Er war seit 1948 mit seiner Frau Evangeline verheiratet. Aus der Ehe gingen die Kinder Peter, Margaret, Heidi and Barbara hervor.

## Wirken
Er engagierte sich in zahlreichen Organisationen und Gremien für die deutsch-amerikanischen Beziehungen, unter anderem im „German Round Table (GART)“ und im Advisory Council des Deutschen Haus der Faculty of Arts and Sciences der New York University, der größten Privatuniversität der Vereinigten Staaten. Bis 2003 war er Präsident der Max-Kade-Stiftung in New York und förderte seit dem Ende des Zweiten Weltkriegs den wissenschaftlichen und kulturellen Austausch mit Deutschland; er unterstützte den Bau von Mensen, Bibliotheken und zahlreichen der 22 Studentenwohnheimen („Max-Kade-Haus“) des Deutschen Studentenwerks. Er war 1979 zudem Mitbegründer der Deutschen Schule New York (DSNY).
Hans G. Hachmann wurde 2002 zum Ehrenmitglied des Deutschen Studentenwerks ernannt. Für sein Engagement wurde er mit der Ehrensenatorwürde der Bauhaus-Universität Weimar, der Friedrich-Alexander-Universität Erlangen-Nürnberg (2001) und der Ruprecht-Karls-Universität Heidelberg (2002) sowie mit der Ehrenmitgliedschaft der Universität Potsdam (2002) geehrt. Zudem war er Ehrenmitglied des Konzils der Universität Rostock.
2003 wurde er von der Österreichischen Akademie der Wissenschaften für seine "kontinuierliche Weiterverfolgung der Ziele des Gründers der Max Kade Foundation und seinem Engagement, auch in schwierigen finanziellen Zeiten dieses Stipendienprogramm für den wissenschaftlichen Nachwuchs Österreichs attraktiv zu gestalten" mit der Ehrenmedaille "Bene Merito" ausgezeichnet.